# Міссурі-Сіті (Техас)
Міссурі-Сіті (англ. Missouri City) — місто (англ. city) в США, в округах Форт-Бенд і Гарріс штату Техас. Населення — 74 259 осіб (2020).

## Географія
Міссурі-Сіті розташоване за координатами 29°33′55″ пн. ш. 95°32′17″ зх. д. / 29.56528° пн. ш. 95.53806° зх. д. (29.565156, -95.538175).  За даними Бюро перепису населення США в 2010 році місто мало площу 77,19 км², з яких 73,60 км² — суходіл та 3,59 км² — водойми.

## Демографія
Згідно з переписом 2010 року, у місті мешкало 67 358 осіб у 22 376 домогосподарствах у складі 18 159 родин. Густота населення становила 873 особи/км².  Було 23374 помешкання (303/км²).
Расовий склад населення:
| - 41,8 % — чорних або афроамериканців - 33,6 % — білих - 16,2 % — азіатів - 0,4 % — корінних американців - 5,1 % — осіб інших рас |

До двох чи більше рас належало 2,9 %. Частка іспаномовних становила 15,3 % від усіх жителів.
За віковим діапазоном населення розподілялося таким чином: 26,2 % — особи молодші 18 років, 64,9 % — особи у віці 18—64 років, 8,9 % — особи у віці 65 років та старші. Медіана віку мешканця становила 38,5 року. На 100 осіб жіночої статі у місті припадало 91,4 чоловіків;  на 100 жінок у віці від 18 років та старших — 86,9 чоловіків також старших 18 років.
Середній дохід на одне домашнє господарство  становив 105 442 долари США (медіана — 87 955), а середній дохід на одну сім'ю — 113 908 доларів (медіана — 98 145). Медіана доходів становила 61 118 доларів для чоловіків та 50 511 долар для жінок. За межею бідності перебувало 5,2 % осіб, у тому числі 7,8 % дітей у віці до 18 років та 5,1 % осіб у віці 65 років та старших.
Цивільне працевлаштоване населення становило 36 113 осіб. Основні галузі зайнятості: освіта, охорона здоров'я та соціальна допомога — 29,5 %, науковці, спеціалісти, менеджери — 11,9 %, роздрібна торгівля — 10,8 %.